# Lasipalatsi
Le Lasipalatsi (en suédois : Glaspalatset, en français : Le Palais de verre) est un immeuble, de style fonctionnaliste, situé sur Mannerheimintie dans le quartier Kamppi d'Helsinki en Finlande.

## Architecture
L'immeuble de bureau est conçu dans les années 1930  par Viljo Revell, Heimo Riihimäki et Niilo Kokko. 
C'est l'un des bâtiments de style fonctionnaliste des plus remarquables d’Helsinki.
Il y avait au même emplacement des bâtiments de la caserne de Turku dont la plupart ont été détruits en 1918 pendant la Guerre civile finlandaise et tous sont démolis par la suite à l'exception d'une dépendance qui existe encore.
Le lasipalatsi, construit en 1936, abrite des bureaux, des restaurants et le musée Amos Rex. 
Le bâtiment a été conçu pour être temporaire et être ensuite détruit et remplacé par un immeuble de bureaux plus grand. 
Le projet de destruction est repoussé une décennie après l'autre mais le bâtiment n'est pas entretenu car on n'a pas remis en cause sa destruction à venir. 
Les habitants d'Helsinki s'opposeront plusieurs fois à sa destruction.
Après des décennies d'abandon et de dégradation, le Lasipalatsi est protégé puis rénové et devient en 1988 un centre de la culture et de médias. 
Il abrite aussi un café et des sociétés des médias, des services internet et des espaces d'exposition.
Les programmes télévisés matinaux de Yleisradio sont transmis depuis Lasipalatsi. 
Le cinéma Bio Rex' se spécialise dans la diffusion de films culturels.

## Le musée Amos Rex

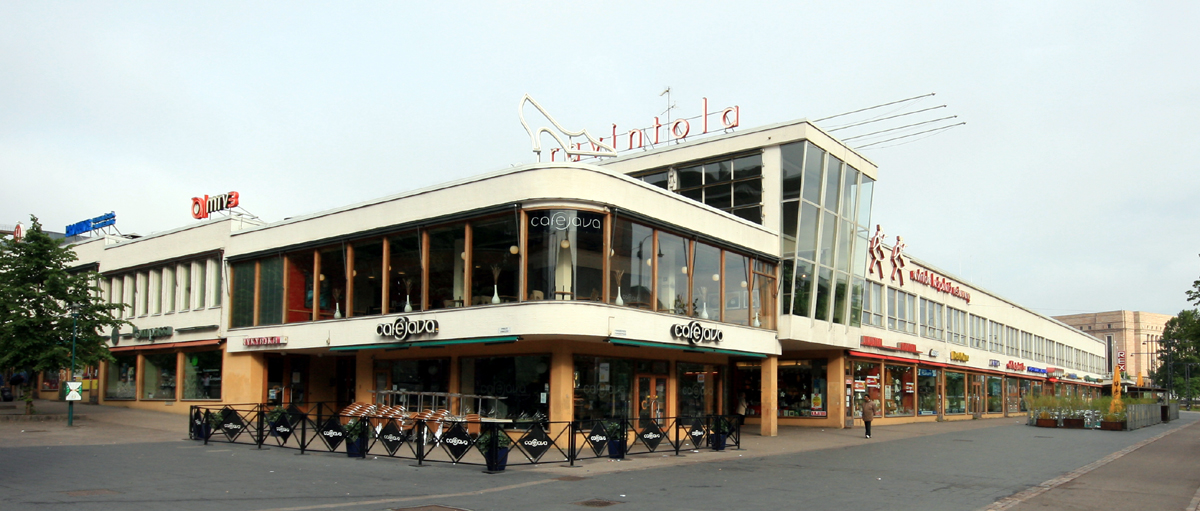
vue général du batiment

Le musée Amos Rex est installé en partie dans le Lasipalatsi et ses salles d'exposition sont bâties sous la place Lasipalatsiaukio qui est située derrière le Lasipalatsi.
La construction du musée débute en janvier 2016 et le musée Amos Rex ouvre au public le 30 août 2018,.

## Galerie

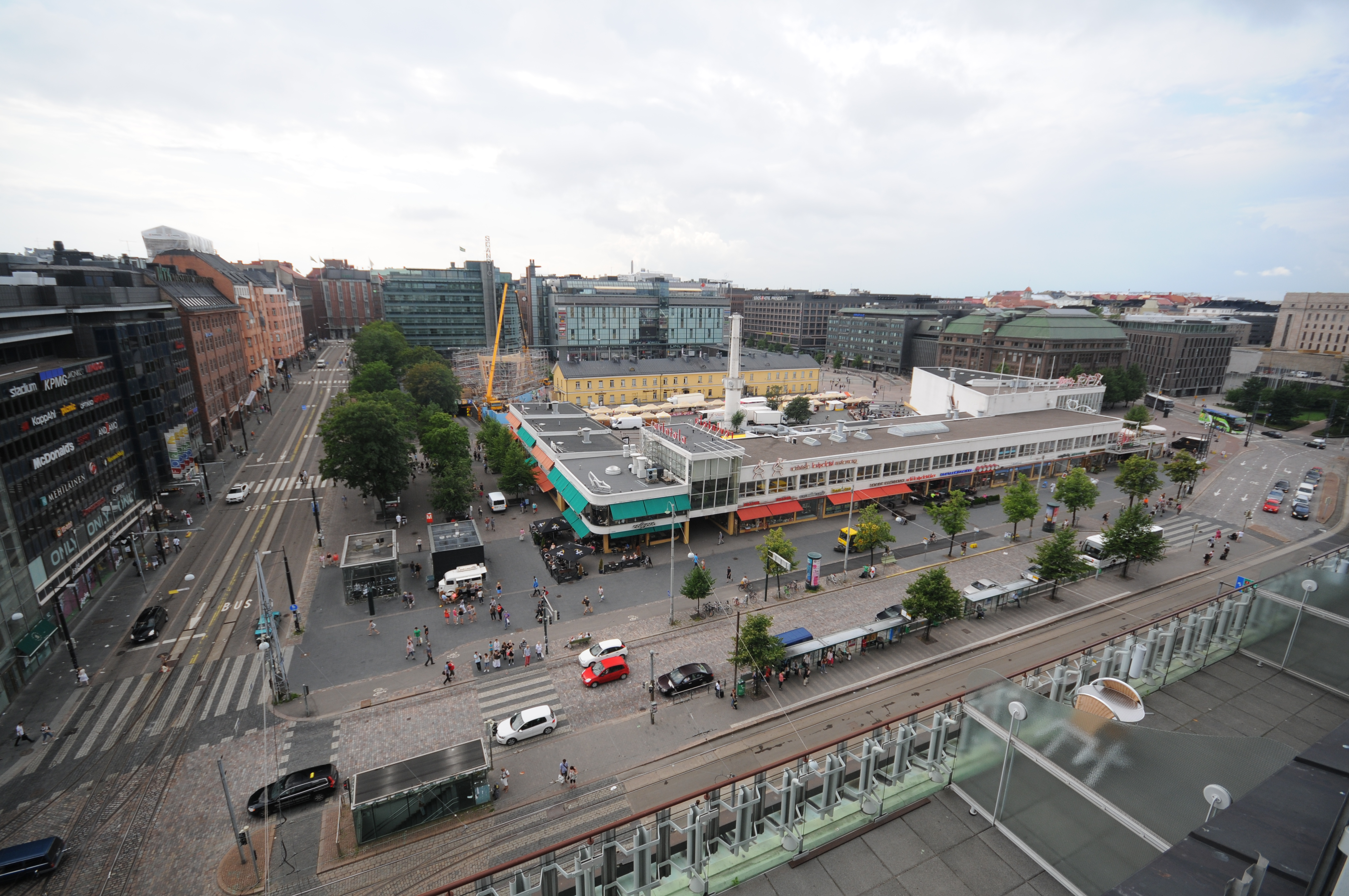
Vue plongeante sur le Lasipalatsi et derrière la dépendance de la caserne de Turku.
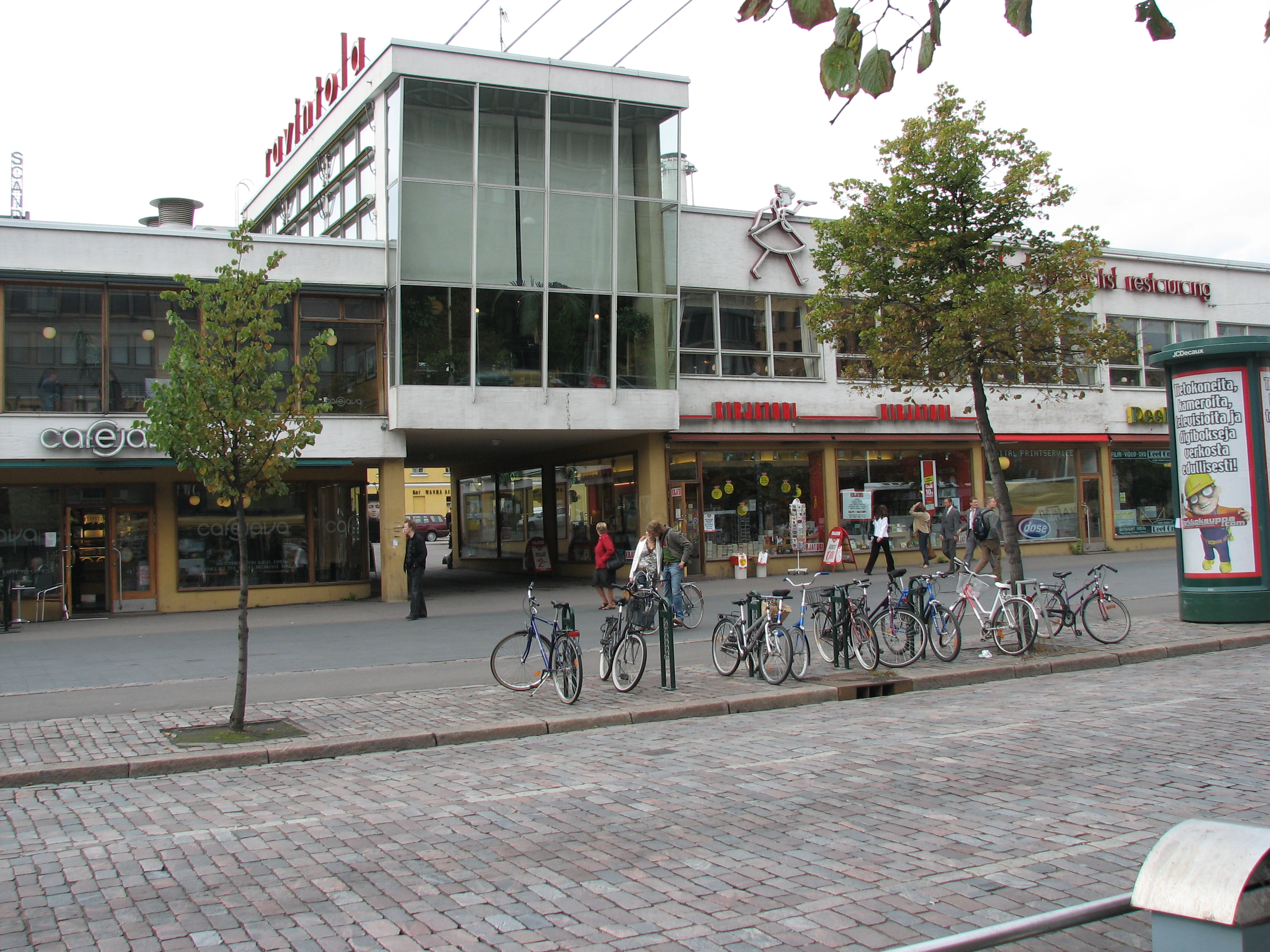
Le Lasipalatsi.
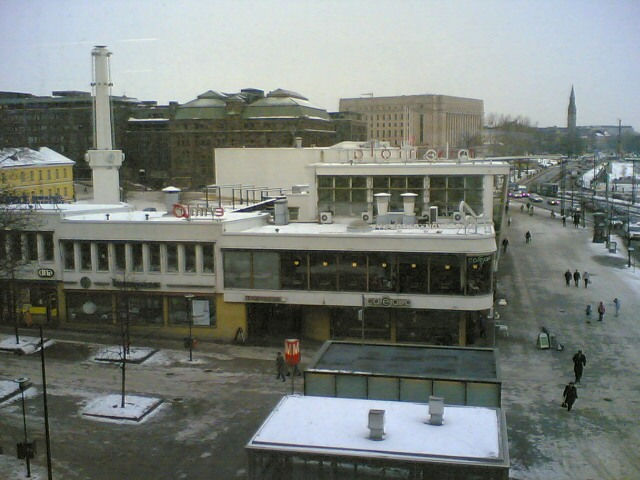
Le Lasipalatsi.

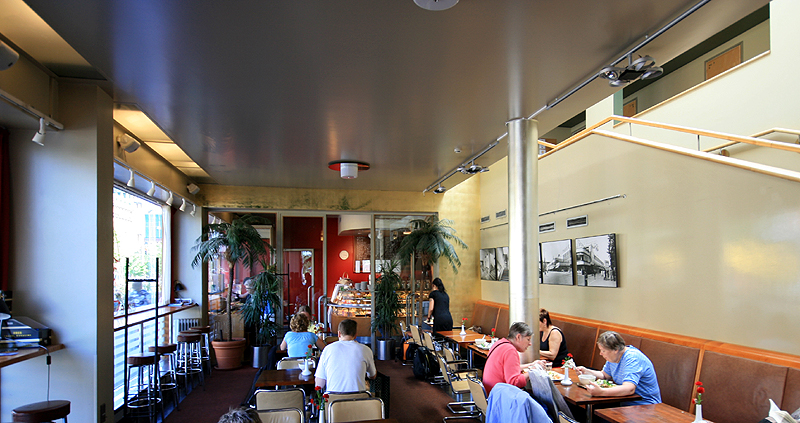
Café au rez-de-chaussée.
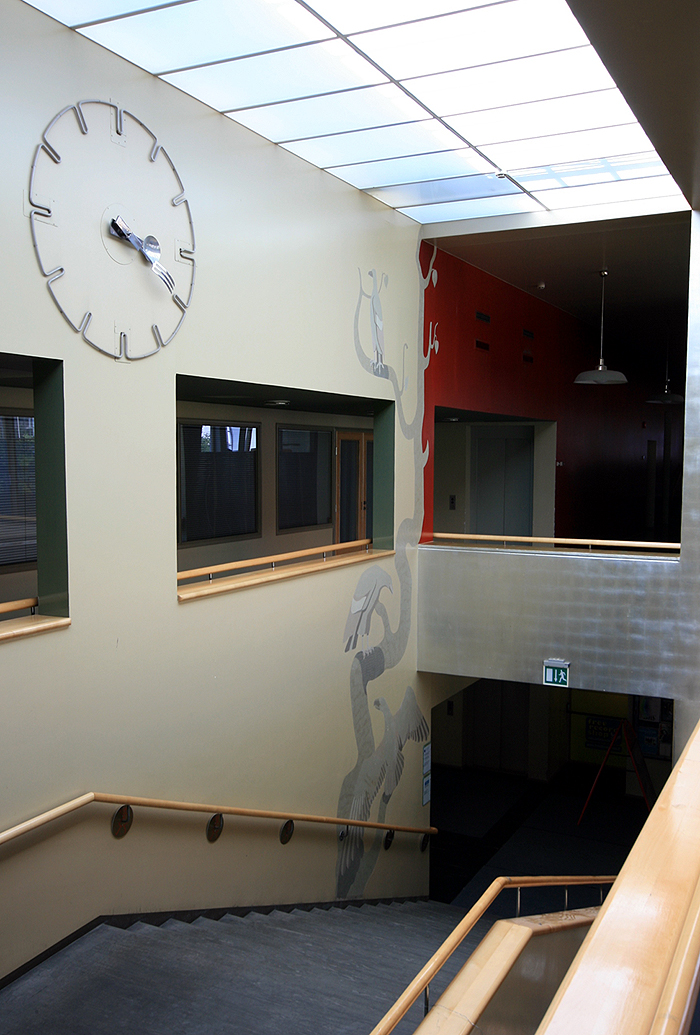
Escalier intérieur.
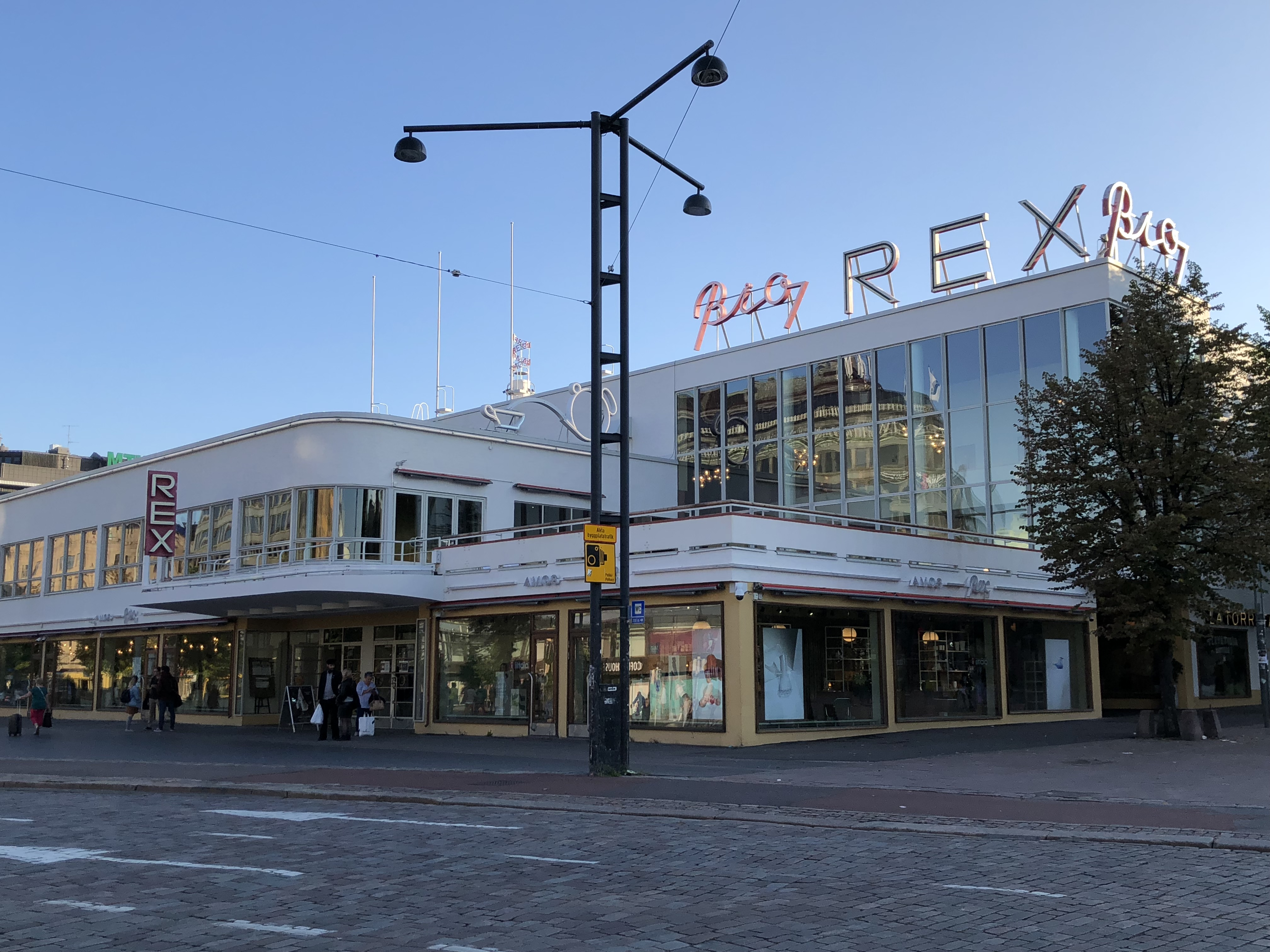
Le musée Amos Rex.